# Christian Conteh
Christian Joe Conteh (Amburgo, 27 agosto 1999) è un calciatore tedesco, attaccante dell'Eintracht Braunschweig.

## Biografia
Nato ad Amburgo da genitori ghanesi, è fratello di Sirlord Conteh, a sua volta calciatore professionista.

## Carriera
Conteh è cresciuto nel settore giovanile del St. Pauli ed ha debuttato in prima squadra il 29 luglio 2019 nell'incontro di 2. Bundesliga pareggiato 1-1 contro l'Arminia Bielefeld, trovando subito il primo gol in carriera.
Il 2 luglio 2020 è stato ceduto al Feyenoord dove ha tuttavia trovato poco spazio giocando solamente 2 incontri di Eredivisie nella stagione 2020-2021. Il 18 agosto 2021 ha fatto ritorno in Germania al Sandhausen in prestito ma dopo soli sei mesi è stato richiamato e girato con la stessa formula al Dordrecht. Il 2 luglio 2022 è passato in prestito alla Dinamo Dresda dove ha giocato con costanza segnando 3 gol in 27 presenze.
Il 21 giugno 2023 ha raggiunto un accordo con il Feyenoord per la rescissione consensuale del contratto ed il 2 luglio ha firmato con l'Osnabrück. Il 10 luglio dell'anno successivo ha nuovamente cambiato maglia, passando all'Eintracht Braunschweig.

## Statistiche

### Presenze e reti nei club
Statistiche aggiornate al 17 novembre 2024.
| Stagione            | Squadra                | Campionato          | Campionato | Campionato | Coppe nazionali | Coppe nazionali | Coppe nazionali | Coppe continentali | Coppe continentali | Coppe continentali | Altre coppe | Altre coppe | Altre coppe | Totale | Totale | Totale |
| Stagione            | Squadra                | Comp                | Pres       | Reti       | Comp            | Pres            | Reti            | Comp               | Pres               | Reti               | Comp        | Pres        | Reti        | Pres   | Reti   |        |
| ------------------- | ---------------------- | ------------------- | ---------- | ---------- | --------------- | --------------- | --------------- | ------------------ | ------------------ | ------------------ | ----------- | ----------- | ----------- | ------ | ------ | ------ |
| 2017-2018           | St. Pauli II           | RL                  | 1          | 0          | -               | -               | -               | -                  | -                  | -                  | -           | -           | -           | 1      | 0      |        |
| 2018-2019           | St. Pauli II           | RL                  | 25         | 1          | -               | -               | -               | -                  | -                  | -                  | -           | -           | -           | 25     | 1      |        |
| Totale St. Pauli II | Totale St. Pauli II    | Totale St. Pauli II | 26         | 1          |                 | -               | -               |                    | -                  | -                  |             | -           | -           | 26     | 1      |        |
| 2019-2020           | St. Pauli              | 2L                  | 7          | 2          | CG              | 2               | 0               | -                  | -                  | -                  | -           | -           | -           | 9      | 2      |        |
| 2020-2021           | Feyenoord              | ED                  | 2          | 0          | CO              | 0               | 0               | UEL                | 0                  | 0                  | -           | -           | -           | 2      | 0      |        |
| 2021-gen. 2022      | Sandhausen             | 2L                  | 4          | 0          | CG              | 0               | 0               | -                  | -                  | -                  | -           | -           | -           | 4      | 0      |        |
| gen.-giu. 2022      | Dordrecht              | 1D                  | 16         | 4          | CO              | 0               | 0               | -                  | -                  | -                  | -           | -           | -           | 16     | 4      |        |
| 2022-2023           | Dinamo Dresda          | 3L                  | 26         | 3          | CG              | 1               | 0               | -                  | -                  | -                  | -           | -           | -           | 27     | 3      |        |
| 2023-2024           | Osnabrück              | 2L                  | 30         | 4          | CG              | 1               | 0               | -                  | -                  | -                  | -           | -           | -           | 31     | 4      |        |
| 2024-2025           | Eintracht Braunschweig | 2L                  | 9          | 0          | CG              | 1               | 0               | -                  | -                  | -                  | -           | -           | -           | 10     | 0      |        |
| Totale carriera     | Totale carriera        | Totale carriera     | 120        | 14         |                 | 5               | 0               |                    | -                  | -                  |             | -           | -           | 125    | 14     |        |